# 世界 (波特·羅賓森專輯)
《世界》是美国音樂製作人波特·羅賓森的出道專輯，於2014年8月12日透過Astralwerks、維京EMI發行。這是張融合合成器流行、Chillwave、夢幻流行、Electropop和氛围音乐等音樂風格的專輯。《世界》登上美國的《告示牌》Billboard 200專輯榜第18名，並拿下Dance/Electronic Albums冠軍。

## 榜單成績
| 排行榜（2014年）                          | 峰值 |
| ----------------------------------------- | ---- |
| 澳大利亚（澳大利亚唱片业协会專輯榜）      | 13   |
| 荷蘭（荷蘭百強專輯榜）                    | 96   |
| 英國（OCC專輯榜）                         | 86   |
| 英國（OCC舞曲專輯榜）                     | 13   |
| 美国（Billboard 200）                     | 18   |
| 美国（《告示牌》Dance/Electronic Albums） | 1    |